# Parafia Matki Bożej Częstochowskiej w Chmielowie
Parafia pw. Matki Bożej Częstochowskiej w Chmielowie – parafia rzymskokatolicka znajdująca się w diecezji sandomierskiej w dekanacie Szewna. Erygowana w 1981. Mieści się przy ulicy Spacerowej. Prowadzą ją ojcowie sercanie.
Do parafii przynależą: Chmielów (ulice): Jezórki, Kunowska, Łukowa, Młyńska, Miła, Osiedlowa, Ostrowiecka, Piaski, Polna, Romanowska, Słoneczna, Spacerowa, Wiosenna, Zacisze.

Wioski: Boksycka, Rudka.